# Карпенко Ігор Олегович
Ігор Олегович Карпенко (нар. 24 вересня 1997) — український футболіст, який грає на позиції нападника.

## Клубна кар'єра
Ігор Карпенко є вихованцем клубної системи львівських «Карпат», і з 2014 року виступав у юнацькій команді клубу в юнацькій першості України та молодіжній першості, був кращим бомбардиром юнацької першості України 2014—2015 років. У 2017 році Карпенко підписав професійний контракт із львівським клубом до 2021 року, проте молодий футболіст не зумів пробитися до основного складу команди, і грав виключно за дублюючий склад команди, зрідка з'являючись на лаві запасних головної команди клубу. У червні 2018 року разом одноклубником Назаром Стасишиним Ігора Карпенка орендував клуб першої ліги «Волинь» з Луцька. У луцькій команді молодий нападник отримав значно більше ігрової практики, та вже на початку сезону зумів забити кілька важливих голів як у чемпіонаті, так і в Кубку України. У 2020 році повернувся до «Карпат», у складі яких зіграв 3 матчі у Прем'єр-лізі. У 2021 році футболіст перейшов до складу команди другої ліги «Поділля», з яким здобув путівку до першої ліги. На початку 2022 року Карпенко перейшов до складу казахського клубу «Акжайик». 11 серпня 2022 року футболіст підписав контракт із польським клубом третього дивізіону «Одра» з Водзіслава-Шльонського. Проте вже 2 листопада 2022 року Карпенко розірвав контракт із польським клубом. З початку 2023 року Ігор Карпенко грає у складі естонського клубу «Транс» з Нарви.

## Титули і досягнення
- Володар Кубка Естонії (1):

«Транс»: 2022-23